# Осада Шартра (1568)
Осада Шартра — осада войсками гугенотов города Шартра в ходе Второй гугенотской войны во Франции в феврале-марте 1568 года.
Армия гугенотов во главе с принцем Конде осадила город в конце февраля. Принц Конде располагал пятью тяжелыми пушками и четырьмя легкими кулевринами. Часть армии образовала кольцо блокады вокруг города, а остальные солдаты, около 9000 человек, попытались с использованием этих девяти орудий пробить северную крепостную стену. Гугеноты пошли на приступ 7 марта, но королевский гарнизон во главе с Николя Дезессаром (фр. Nicolas des Essars), при содействии жителей, оказал ожесточенное сопротивление. Нападение было отбито, и осада возобновилась.
Однако уже 15 марта Конде снял осаду, когда стало известно о начале мирных переговоров в Лонжюмо, 23 марта был подписан мир между католиками и гугенотами.